# Louise Jameson
Louise Jameson (ur. 20 kwietnia 1951 w Londynie) – brytyjska aktorka telewizyjna i teatralna, znana przede wszystkim z występów w takich serialach jak m.in. Doktor Who, EastEnders, Bergerac czy Tenko.

## Życiorys
Louise Jemeson urodziła się w londyńskiej dzielnicy Wanstead. Uczęszczała do Royal Academy of Dramatic Art oraz spędziła dwa lata w Royal Shakespeare Company, gdzie występowała w takich spektaklach jak Romeo i Julia, Poskromienie złośnicy, Król Lear, Summerfolk czy Blithe Spirit.
Już we wczesnym etapie kariery wystąpiła w popularnej brytyjskiej operze mydlanej Emmerdale jako Sharon Crossthwaite. W latach 1977–1978 grała Leelę w brytyjskim serialu science-fiction Doktor Who. W 1979 zagrała dr Anne Reynolds w serialu The Omega Factor.
Później zagrała w dwóch pierwszych sezonach serialu Tenko, który był dla niej ulubioną pracą. W latach 80. grała w serialu telewizyjnym Bergerac jako Susan Young, a na początku lat 90. w serialu Rides oraz kilku innych dramatach. W 1993 roku wzięła udział w projekcie Children in Need pt.: Dimensions in Time, bezpośrednio związanego z Doktorem Who.
W latach 1998–2000 grała w operze mydlanej EastEnders jako Rosa di Marco. Jej bohaterka wystąpiła w 200 odcinkach. Na początku lat 00. XXI wieku zagrała również w m.in. Doktor Martin, River City czy Szpital Holby City.
Aktorka wielokrotnie wcielała się w postać Leeli w produkcjach radiowych Big Finish Productions. W listopadzie 2013 wystąpiła w produkcji komediowej na 50-lecie istnienia serialu Doktor Who, pt.:The Five(ish) Doctors Reboot.

### Życie osobiste
Jameson ma dwóch synów: Harrey'go i Toma. Podczas nagrań w Big Finish Productions zaprzyjaźniła się z Lallą Ward. Od wielu lat żyje w Royal Tunbridge Wells w Kencie.